# Šonovský potok
Šonovský potok – potok w Czechach w Sudetach Środkowych.
Potok wypływa w Górach Suchych na wysokości 600–650 m n.p.m. płynie przez Šonov, po przekroczeniu granicy zmienia nazwę na Studzieniec i wpływa do Ścinawki we wsi Tłumaczów.